# Sæbbi
Sæbbi est roi d'Essex de 664 à 694 environ.

## Biographie
Fils de Seaxred, Sæbbi devient roi des Saxons de l'Ouest à la mort de Swithhelm. Il partage le royaume avec son cousin Sigehere. Peu après leur arrivée au pouvoir, Sigehere et ses sujets embrassent à nouveau le paganisme, mais Sæbbi reste chrétien. Chacun d'eux semble s'être tourné vers un de leurs voisins plus puissants : Sigehere s'allie avec Cædwalla de Wessex pour envahir le royaume de Kent, tandis que Sæbbi se rapproche de Wulfhere de Mercie, qui envoie l'évêque Jaruman pour rechristianiser les apostats d'Essex.
Sigehere disparaît à une date incertaine, peut-être vers 690, laissant Sæbbi seul roi des Saxons de l'Est. De tempérament très religieux d'après Bède le Vénérable, Sæbbi abdique vers la fin de sa vie, alors qu'il est gravement malade, pour se faire moine. Il est inhumé à Londres, dans la cathédrale Saint-Paul, et il est considéré comme un saint. Ses deux fils Sigeheard et Swæfred lui succèdent.